# John Hamburg
John Hamburg (sinh ngày 26 tháng 5 năm 1970) là một nhà biên kịch, đạo diễn phim và nhà sản xuất điện ảnh người Mỹ.

## Tiểu sử
Hamburg được sinh ra tại Manhattan, là con trai của Joan Hamburg và Morton I. Hamburg. Gia đình anh là người Do Thái. Anh tốt nghiệp Đại học Brown vào năm 1992 với bằng lịch sử. Anh sau đó tham gia học tại Trường Nghệ thuật Tisch School of the Arts và Đại học New York.
Vợ của Hamburg là nữ diễn viên Christina Kirk.

## Sự nghiệp
Sau khi phim ngắn Tick do anh đạo diễn được khởi chiếu tại Liên hoan phim Sundance năm 1996, Hamburg biên kịch và đạo diễn bộ phim Safe Men năm 1998. Anh sau đó nhanh chóng có được thành công lớn khi tham gia đồng biên kịch cho hai phim điện ảnh Meet the Parents và Zoolander, và trở lại với ghế đạo diễn với tác phẩm Along Came Polly. Anh cũng là nhà đồng biên kịch cho phần phim tiếp nối của Meet the Parents, lần lượt là Meet the Fockers và Gặp gỡ thông gia: Nhóc Fockers. Năm 2009, Hamburg đảm nhiệm vị trí biên kịch kiêm đạo diễn cho phim điện ảnh hài nổi tiếng I Love You, Man.
Năm 2016, Hamburg là một trong những người tham gia viết kịch bản cho tác phẩm Trai đẹp lên sàn, một tác phẩm điện ảnh đã thu về 56 triệu USD doanh thu so với kinh phí 50 triệu USD bỏ ra, và đồng thời anh cũng đảm nhiệm phần kịch bản cũng như vị trí đạo diễn cho phim điện ảnh Bố vợ đối đầu chàng rể của hãng 20th Century Fox.

## Danh sách phim
| Năm  | Phim                           | Vị trí   | Vị trí   | Vị trí    |
| Năm  | Phim                           | Đạo diễn | Sản xuất | Biên kịch |
| ---- | ------------------------------ | -------- | -------- | --------- |
| 1998 | Safe Men                       | Có       |          | Có        |
| 2000 | Meet the Parents               |          |          | Có        |
| 2001 | Zoolander                      |          |          | Có        |
| 2004 | Along Came Polly               | Có       |          | Có        |
| 2004 | Meet the Fockers               |          |          | Có        |
| 2009 | I Love You, Man                | Có       | Có       | Có        |
| 2010 | Gặp gỡ thông gia: Nhóc Fockers |          | Có       | Có        |
| 2015 | Drunk Wedding                  |          | Có       |           |
| 2016 | Trai đẹp lên sàn               |          |          | Có        |
| 2016 | Bố vợ đối đầu chàng rể         | Có       |          | Có        |